# Espace des phases

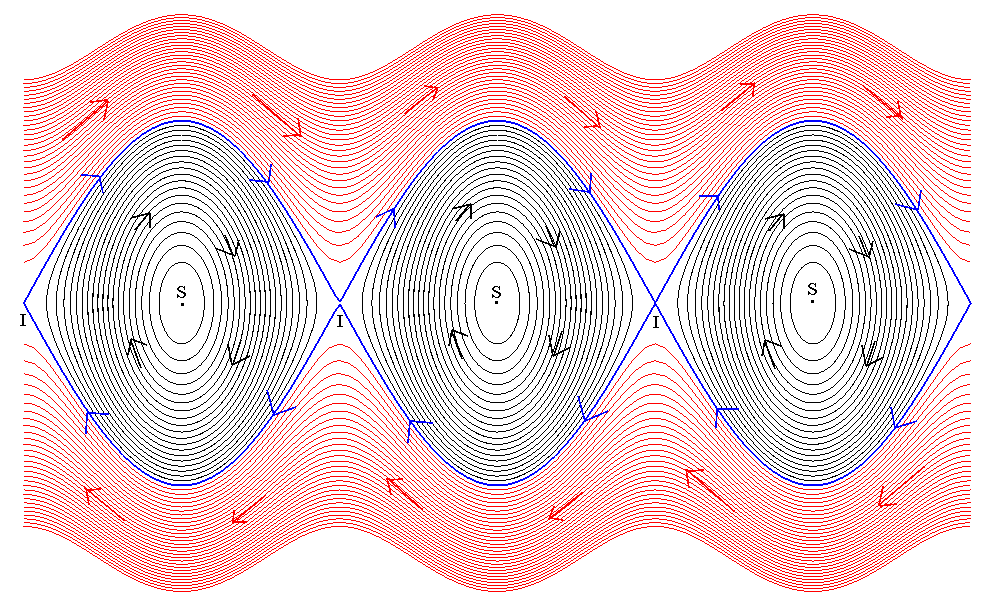
Trajectoires dans l'espace des phases pour un pendule simple. L'axe X correspond à la position du pendule, et l'axe Y à sa vitesse.

Dans la théorie des systèmes dynamiques, l'espace des phases (ou espace d'état) d'un système est l'espace mathématique dans lequel tous les états possibles du système sont représentés ; chaque état possible correspondant à un point unique dans l'espace des phases. Pour un système mécanique, l'espace des phases se compose généralement de toutes les valeurs possibles des variables de position et d'impulsion représentant le système. Pour une particule, l'espace des phases a 6 dimensions, les espaces des positions et des impulsions ayant chacun 3 dimensions.
Le concept d'espace des phases a été développé à la fin du XIXe siècle par Ludwig Boltzmann, Henri Poincaré et Josiah Willard Gibbs .

## Introduction
L'espace des phases d'un système est un espace multidimensionnel, dont chaque axe représente un degré de liberté du système. Chaque état possible du système ou combinaison autorisée de valeurs des paramètres du système, est représenté par un point dans l'espace multidimensionnel. L'évolution dans le temps de l'état du système trace un chemin (une trajectoire) dans l'espace multidimensionnel. Une trajectoire dans l'espace des phases d'un système représente l'ensemble des états du système compatibles avec une condition initiale particulière ; cette trajectoire se situe dans l'espace des phases complet qui représente l'ensemble des états compatibles avec n'importe quelle condition initiale.
Le diagramme de phase représente tous les états possibles du système (voir la figure ci-dessus pour le diagramme des phases du pendule simple) ; sa forme et sa structure sont représentatives des caractéristiques dynamiques du système, difficiles à mettre en évidence par ailleurs (notamment dans l'espace des positions ou dans l'espace des impulsions).
Un espace des phases peut contenir un grand nombre de dimensions. Par exemple, l'espace des phases d'un gaz monoatomique contenant N molécules aura 6N dimensions ; chaque molécule étant caractérisée par sa position {\displaystyle (x,y,z)} et son impulsion {\displaystyle (p_{x},p_{y},p_{z})}. Pour des systèmes moléculaires plus complexes, des dimensions supplémentaires sont nécessaires pour décrire les modes vibrationnels des liaisons moléculaires, ainsi que les rotations autour des 3 axes.
Les espaces de phase rendent plus faciles l'analyse du comportement de systèmes mécaniques contraints, dont les mouvements sont limités à des translations et de rotations selon divers axes ; par exemple en robotique, dans l'analyse de l'amplitude du mouvement d'un bras manipulateur ou la détermination d'un chemin optimal pour atteindre une position ou une vitesse particulière.

Évolution dans l'espace des phases (en haut) d'un système classique pour un ensemble de conditions initiales. Le système est celui d'une particule massive dans un puits de potentiel unidimensionnel (courbe rouge, figure inférieure). L'ensemble initialement compact se diffuse au fil du temps.

### Moment conjugué
En mécanique classique, tout choix des coordonnées généralisées de position {\displaystyle q_{i}} (soit les coordonnées dans l'espace de configuration) définit les impulsions généralisées conjuguées {\displaystyle p_{i}} ; les couples {\displaystyle (q_{i},p_{i})}définissent les coordonnées dans l'espace des phases. Plus abstraitement, en mécanique classique, l'espace des phases est le fibré cotangent de l'espace de configuration, et dans cette interprétation, la procédure ci-dessus exprime qu'un choix de coordonnées locales dans l'espace de configuration induit un choix de coordonnées locales naturelles de Darboux pour la structure symplectique standard dans un espace cotangent.

### Ensembles statistiques dans l'espace des phases
L'avantage de la dynamique dans l'espace des phases est de pouvoir analyser le mouvement d'un ensemble de systèmes (notamment la dynamique d'un système pour un ensemble de conditions initiales différentes) ; c'est l'objectif de la mécanique statistique classique. La densité locale de points dans l'espace obéit au théorème de Liouville et peut donc être considérée comme constante. A un instant donné, les coordonnées dans l'espace des phases  d'un système classique sont composées de toutes ses variables dynamiques. Donc il est "théoriquement" possible de calculer l'état du système à tout instant dans le futur ou le passé, grâce à l'intégration des équations de Hamilton ou de Lagrange.

## Espace des phases du pendule simple

Illustration de la façon dont un portrait de phase serait construit pour le mouvement d'un pendule simple.

Un pendule simple est caractérisé par une seule coordonnée de position, l'angle {\displaystyle \theta } qu'il fait avec la verticale. Le lagrangien s'exprime en fonction de {\displaystyle \theta } et de {\displaystyle {\dot {\theta }}} la vitesse angulaire :
{\displaystyle L(\theta ,{\dot {\theta }})={\frac {1}{2}}ml^{2}{\dot {\theta }}^{2}-{\frac {1}{2}}mgl(1-\cos \theta )}L''impulsion généralisée est : {\textstyle p_{\theta }={\partial L \over {\partial {\dot {\theta }}}}=ml^{2}{\dot {\theta }}}
La première figure (en haut de l'article) donne les trajectoires dans l'espace des phases {\displaystyle (\theta ,p_{\theta })} pour des amplitudes initiales croissantes (ou de manière équivalente pour des vitesses initiales croissantes). L'axe horizontal est celui des coordonnées {\displaystyle \theta }, le vertical est celui des  {\displaystyle p_{\theta }}. Les trajectoires dans la zone grise intérieure sont des oscillations ; celles dans la zone orangée correspondent à des rotations du pendule autour de son axe. La limite entre les deux régions est appelée la séparatrice, elle constitue la frontière entre les deux types de comportement.

## Systèmes avec des dimensions réduites
Pour les systèmes simples, il peut n'y avoir qu'un ou deux degrés de liberté. Les systèmes à un seul degré de liberté sont décrits par une équation différentielle ordinaire autonome à une seule variable, {\displaystyle dy/dt=f(y),} la carte de l'espace des phases qui en résulte est unidimensionnelle (ligne de phase), et le comportement qualitatif du système est immédiatement visible depuis la ligne de phase. Les exemples non triviaux les plus simples sont le modèle de croissance/décroissance des populations (un équilibre instable/stable) et le modèle de croissance logistique (fonction logistique avec deux équilibres, un stable et un instable).

Portrait de phase de l'oscillateur de Van der Pol.

L'espace des phases d'un système bidimensionnel est un plan, c'est celui par exemple pour une particule classique se déplaçant dans une dimension (voir pendule simple ci-dessus), et où les deux variables sont la position et le moment généralisé (qui est proportionnel à la vitesse dans les cas simples). Dans ce cas, un croquis du portrait de phase peut donner des informations qualitatives sur la dynamique du système, comme le cycle limite de l'oscillateur de Van der Pol représenté sur le diagramme.
Ici, l'axe horizontal donne la position et l'axe vertical la vitesse. Au fur et à mesure que le système évolue, son état suit l'une des lignes (trajectoires) du diagramme de phase. Elles convergent toutes vers une trajectoire limite (un attracteur, voir infra).

### Théorie du chaos

L'attracteur de Lorenz est l'archétype des attracteurs étranges ; il est la signature de la très grande sensibilité aux conditions initiales dans les modèles météorologiques.

La topologie des espaces des phases a fait (fait toujours) l'objet de nombreux travaux théoriques depuis l'époque de Poincaré qui en a été l'un des initiateurs. La dynamique des systèmes correspond à des trajectoires dans l'espace des phases soumises à des contraintes topologiques : les attracteurs, ce sont des structures vers lesquelles tendent les trajectoires à partir d'un grand ensemble de conditions initiales. Parmi les classes d'attracteurs, on distingue les points fixes (par exemple, mouvement vers l'équilibre d'un pendule amorti), les attracteurs périodiques (par exemple, le cycle limite de l'oscillateur de Van der Pol ci-dessus).
Une classe d'attracteurs a particulièrement été étudiée, celle des attracteurs étranges, qui sont les signatures des systèmes chaotiques qui se caractérisent par une très grande sensibilité aux conditions initiales. Ces systèmes font l'objet de la théorie du chaos ; des exemples classiques de systèmes chaotiques  sont : l'attracteur de Lorenz, l'attracteur de Hénon, la suite logistique ou les domaines de convergence des suites polynômes complexes avec l'ensemble de Mandelbrot.

### Diagramme de phase
Un tracé des variables de position et d'impulsion en fonction du temps est parfois appelé un diagramme de phase. Cependant cette expression est plus couramment réservée dans les sciences physiques à un diagramme montrant les différentes régions de stabilité des phases thermodynamiques d'un système chimique, qui sont fonction de sa pression, de sa température et de sa composition.

## Mécanique quantique
En mécanique quantique, les coordonnées généralisées {\displaystyle p} et {\displaystyle q} de l'espace des phases deviennent normalement des opérateurs hermitiens dans l'espace des fonctions d'ondes de Hilbert. La formulation de la mécanique quantique dans l'espace des positions est basée sur les opérateurs :
{\displaystyle q\,\Rightarrow \,{\hat {q}}=q\,{\hat {1}}\;;\;p\Rightarrow \,{\hat {p}}=-i\hbar {\frac {d}{dq}}}
Cependant la mécanique quantique peut être aussi formulée dans l'espace des phases, les coordonnées conservent leur interprétation classique, à condition que leurs produits ou fonctions soient définies à partir de nouvelles règles algébriques (comme le produit-★ de Groenewold).
Ceci est nécessaire pour garder la cohérence avec le principe d'incertitude de la mécanique quantique. À chaque observable quantique correspond une fonction ou une distribution unique dans l'espace des phases, et vice versa. Hilbrand J. Groenewold (en) (1946) et José Enrique Moyal (1949) ont complété les travaux antérieurs de Hermann Weyl, John von Neumann et Eugene Wigner pour établir les fondements autonomes de la formulation de la mécanique quantique dans l'espace des phases,.
Dans l'espace des phases, les valeurs mesurables des observables sont obtenues par des méthodes parallèles à celles du formalisme de la matrice densité dans l'espace d'Hilbert. Le formalisme le plus utilisé est celui de la distribution de quasi-probabilité de Wigner (connue en traitement du signal sous le nom de distribution de Wigner-Ville), qui associe à l'opérateur densité {\displaystyle {\hat {\rho }}} dans l'espace des positions, une fonction {\displaystyle W(x,p)} dans l'espace des phases :
{\displaystyle W(x,p)={\frac {1}{\pi \hbar }}\int _{-\infty }^{\infty }\langle x+y|{\hat {\rho }}|x-y\rangle e^{-2ipy/\hbar }\,dy.}
Les valeurs moyennes des observables se calculent par intégration dans l'espace, de manière analogue au calcul des probabilités classiques :  pour la valeur moyenne d'une observable quantique {\displaystyle {\hat {f}}} - dont l'expression dans l'espace des phases est {\displaystyle f(x,p)} - on obtient :
{\displaystyle \langle \psi |{\hat {f}}|\psi \rangle =\operatorname {Tr} ({\hat {\rho }}{\hat {f}})=\int _{-\infty }^{\infty }dx\int _{-\infty }^{\infty }dp\,W(x,p)f(x,p).}
On qualifie {\displaystyle W(x,p)} de "quasi-probabilité" car elle a les propriétés d'une distribution de probabilité, sauf qu'elle peut-être négative dans certains domaines de l'espace.
Ainsi, en exprimant la mécanique quantique dans l'espace des phases (même domaine que pour la mécanique classique), la transformée de Wigner-Weyl  présente la mécanique quantique comme une déformation (généralisation) de la mécanique classique ; ħ /S est le paramètre de déformation avec S l'action du processus étudié. (D'autres déformations familières en physique impliquent la déformation du newtonien classique en mécanique relativiste, en fonction du paramètre de déformation {\displaystyle v/c} ; ou la déformation de la gravité newtonienne en relativité générale, dont la dimension caractéristique est le rayon de Schwarzschild).
Les expressions classiques, les observables et les opérations (telles que les crochets de Poisson) sont modifiées par des corrections quantiques dépendantes de ħ, car la multiplication commutative conventionnelle utilisée en mécanique classique est généralisée à la multiplication non commutative  (produit-★) caractérisant la mécanique quantique et à la base de son principe d'incertitude. Lorsqu'on se limite aux corrections du premier ordre en ħ, on entre dans le régime semi-classique, utile pour l'étude quantique des systèmes à N-corps.

## Thermodynamique et mécanique statistique

Animation, illustrant la dynamique de (quelques) molécules d'un gaz ; chaque molécule peut être caractérisée à chaque instant par un point dans l'espace des phases, soit six nombres (x, y, z, px, py, pz).

Dans les contextes de la thermodynamique et de la mécanique statistique, le terme espace des phases a deux significations.
D'une part, il est utilisé dans le même sens qu'en mécanique classique, chaque particule est décrite par six variables, trois pour la position et trois pour l'impulsion. L'état d'un système thermodynamique composé de N particules est donc décrit par un point dans l'espace des phases à 6 × N dimensions.
En ce sens, tant que les particules sont discernables, un point dans l'espace des phases définit un micro-état du système. (Pour les particules indiscernables, un micro-état sera constitué d'un ensemble de {\displaystyle N!} points, correspondant à tous les échanges possibles des N particules). N est généralement de l'ordre du nombre d'Avogadro, aussi décrire le système à un niveau microscopique est impossible. Cela conduit à l'utilisation de l'espace des phases à l'échelle macroscopique dans un sens différent.

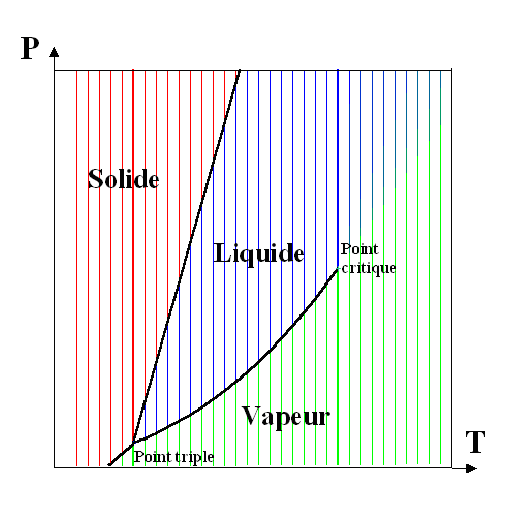
Espace des phases macroscopique en thermodynamique.

L'espace des phases peut donc également faire référence à l'espace paramétré par les états macroscopiques du système, tels que la pression, la température, etc. Par exemple, on peut considérer le diagramme pression-volume ou les diagrammes entropie-température comme décrivant une partie de cet espace des phases (voir un exemple dans la figure ci-dessous). Un point dans cet espace de phase réduit est appelé en conséquence un macro-état. Il peut facilement y avoir plus d'un micro-état (en pratique une multitude) caractérisé par le même macro-état. Par exemple, pour une température fixe, le système peut avoir de nombreuses configurations dynamiques au niveau microscopique.
Lorsqu'elle est utilisée dans ce sens, une phase est une région de l'espace des phases qui décrit l'état macroscopique du système, par exemple, sa phase liquide, phase solide, etc. (voir figure).

## Optique
L'espace de phase est largement utilisé dans l'optique non-imageante, la branche de l'optique consacrée à l'éclairage. C'est aussi un concept important en optique hamiltonienne (en) (optique basée sur les principes variationnel) de la mécanique.

## Intégrale de phase
En physique statistique classique (énergies continues), le concept d'espace des phases fournit un analogue classique à la fonction de partition (somme sur les états) connu sous le nom d'intégrale de phase. Au lieu d'additionner le facteur de Boltzmann sur des états d'énergie discrètement espacés (définis par des nombres quantiques entiers appropriés pour chaque degré de liberté), on peut intégrer sur un espace de phase continu. Une telle intégration consiste essentiellement en deux parties : l'intégration de la composante de quantité de mouvement de tous les degrés de liberté (espace de quantité de mouvement) et l'intégration de la composante de position de tous les degrés de liberté (espace de configuration). Une fois l'intégrale de phase connue, elle peut être liée à la fonction de partition classique par multiplication d'une constante de normalisation représentant le nombre la densité des états quantiques d'énergie par unité d'espace de phase. Cette constante de normalisation est simplement l'inverse de la constante de Planck élevée à une puissance égale au nombre de degrés de liberté du système.